# Kutir-Nahhunte III
Kutir-Nahhunte III (1155–1150 p.n.e.) – król Elamu, syn i następca  Szutruk-Nahhunte I.
U boku swego ojca wziął udział w podboju Babilonii, a po zdobyciu Babilonu w 1158 r. p.n.e. objął jako regent tron babiloński, pomimo iż de facto władcą Babilonii wciąż pozostawał przebywający na wygnaniu kasycki król Enlil-nadin-ahhe. W 1155 r. p.n.e., po śmierci Szutruk-Nahhunte I, Kutir-Nahhunte III objął tron elamicki. Nieustanne bunty w Babilonii przeciw władzy elamickiej doprowadziły do kolejnej inwazji Elamu na Babilonię. Według jednej z późniejszych kronik Kutir-Nahhunte III „zalał kraj jak potop”, zdobył Babilon i zburzył jego świątynie, zabierając do Elamu posąg boga Marduka. Ostatni król kasycki, Enlil-nadin-ahhe, został pojmany i uprowadzony do Elamu.

Elamickie źródła pisane związane z Kutir-Nahhunte III dotyczą głównie jego działalności budowlanej, przede wszystkim w świątyni boga Inszuszinaka w Suzie. Po śmierci Kutir-Nahhunte III w 1150 r. p.n.e. tron elamicki objął jego brat Szilhak-Inszuszinak.